# Novo Barreiro
Novo Barreiro é um município brasileiro do estado do Rio Grande do Sul, localizado no Norte gaúcho. Segundo o IBGE, a população estimada em 2024 é de 4.371 habitantes.

## História
As primeiras populações de que se tem conhecimento que habitaram as regiões marginais do rio da Várzea eram indígenas guaranis. Um grave declínio populacional seguiu-se após a expulsão das missões jesuíticas da região. Na segunda metade do século XIX, o território que hoje constitui o município passou a ser ocupado por imigrantes italianos e alemães, oriundos da região de Carazinho, Chapada e Sarandi. Ao mesmo tempo, em Palmeira das Missões tomava lugar um intenso povoamento por famílias de origem portuguesa, que também passaram o ocupar o território barreirense.
Notoriamente, Manoel Custódio foi um dos primeiros proprietários legais da terra conhecida como Passo do Barreiro, ou pelo epônimo Passo do Manduca. A vila foi elevada a distrito de Palmeira das Missões em 17 de julho de 1959, com a divisão administrativa passando a ser denominada Distrito de Barreiro.
No contexto da redemocratização, iniciada com o final da ditadura civil-militar no Brasil, a população barreirense, descontente com a administração palmeirense, começou a reivindicar melhorias no distrito. Emergiu, no começo da década de 1990, um movimento popular de cunho emancipacionista, que pleiteava a autonomia política do território barreirense, também influenciado por sentimentos semelhantes nas regiões mais próximas. Em 9 de junho de 1990, formou-se a Comissão Emancipacionista, presidida por Rubens Furini e Arnildo Hendges, para levar adiante o processo legal de criação do município. Um plebiscito foi organizado pela Comissão em 10 de novembro de 1991, recebendo a aprovação maciça da maioria da população. Em 25 de fevereiro de 1992, a Assembleia Legislativa do Rio Grande do Sul aprovou a emancipação de uma série de municípios, incluindo o Barreiro. Com a promulgação da lei n.º 9563, o município de Novo Barreiro foi emancipado no dia 20 de março de 1992.

## Resultados eleitorais
| Partido                      | Partido                         | Candidato       | Votos | Votos (%) |
| ---------------------------- | ------------------------------- | --------------- | ----- | --------- |
|                              | Partido dos Trabalhadores       | Edemar Rossetto | 1 351 | 51,41%    |
|                              | Partido Democrático Trabalhista | Cezar Tonini    | 1 173 | 44,63%    |
| Totais                       | Totais                          | Totais          | 2 524 |           |
| Votos em Branco              | Votos em Branco                 | Votos em Branco | 68    | 2,59%     |
| Votos Nulos                  | Votos Nulos                     | Votos Nulos     | 36    | 1,37%     |
| Fonte: OLIVEIRA, 2003, p. 48 |                                 |                 |       |           |

| Partido                                                 | Partido                         | Candidato             | Votos | Votos (%) |
| ------------------------------------------------------- | ------------------------------- | --------------------- | ----- | --------- |
|                                                         | Partido dos Trabalhadores       | João José Klein       | 1 465 | 53,9%     |
|                                                         | Partido Progressista Brasileiro | Elias Vargas da Silva | 1 217 | 44,78%    |
| Totais                                                  | Totais                          | Totais                | 2 682 |           |
| Votos em Branco                                         | Votos em Branco                 | Votos em Branco       | 22    | 0,81%     |
| Votos Nulos                                             | Votos Nulos                     | Votos Nulos           | 14    | 0,52%     |
| Fonte: Tribunal Regional Eleitoral do Rio Grande do Sul |                                 |                       |       |           |

| Partido                                                 | Partido                         | Candidato       | Votos | Votos (%) |
| ------------------------------------------------------- | ------------------------------- | --------------- | ----- | --------- |
|                                                         | Partido Democrático Trabalhista | Cezar Tonini    | 1 404 | 48,85%    |
|                                                         | Partido dos Trabalhadores       | Dirceu Kolling  | 1 333 | 46,38%    |
| Totais                                                  | Totais                          | Totais          | 2 737 |           |
| Votos em Branco                                         | Votos em Branco                 | Votos em Branco | 116   | 4,04%     |
| Votos Nulos                                             | Votos Nulos                     | Votos Nulos     | 21    | 0,73%     |
| Fonte: Tribunal Regional Eleitoral do Rio Grande do Sul |                                 |                 |       |           |

| Partido                                                 | Partido                         | Candidato       | Votos | Votos (%) |
| ------------------------------------------------------- | ------------------------------- | --------------- | ----- | --------- |
|                                                         | Partido Democrático Trabalhista | Cezar Tonini    | 1 519 | 51,08%    |
|                                                         | Partido dos Trabalhadores       | Edemar Rossetto | 1 375 | 46,23%    |
| Totais                                                  | Totais                          | Totais          | 2 894 |           |
| Votos em Branco                                         | Votos em Branco                 | Votos em Branco | 61    | 2,05%     |
| Votos Nulos                                             | Votos Nulos                     | Votos Nulos     | 19    | 0,64%     |
| Fonte: Tribunal Regional Eleitoral do Rio Grande do Sul |                                 |                 |       |           |

| Partido                                                 | Partido                                 | Candidato             | Votos | Votos (%) |
| ------------------------------------------------------- | --------------------------------------- | --------------------- | ----- | --------- |
|                                                         | Partido Progressista                    | Flávio Smaniotto      | 1 680 | 51,28%    |
|                                                         | Partido dos Trabalhadores               | Paulo César Klein     | 1 512 | 46,15%    |
|                                                         | Partido da Social Democracia Brasileira | Gilberto Lopes Lisboa | 20    | 0,61%     |
| Totais                                                  | Totais                                  | Totais                | 3 212 |           |
| Votos em Branco                                         | Votos em Branco                         | Votos em Branco       | 52    | 1,59%     |
| Votos Nulos                                             | Votos Nulos                             | Votos Nulos           | 12    | 0,37%     |
| Fonte: Tribunal Regional Eleitoral do Rio Grande do Sul |                                         |                       |       |           |

| Partido                                                 | Partido                                     | Candidato             | Votos | Votos (%) |
| ------------------------------------------------------- | ------------------------------------------- | --------------------- | ----- | --------- |
|                                                         | Partido do Movimento Democrático Brasileiro | Ivandro Schlemer      | 1 801 | 52,43%    |
|                                                         | Partido Trabalhista Brasileiro              | Jacob Alves Rodrigues | 1 494 | 43,49%    |
| Totais                                                  | Totais                                      | Totais                | 3 295 |           |
| Votos em Branco                                         | Votos em Branco                             | Votos em Branco       | 118   | 3,44%     |
| Votos Nulos                                             | Votos Nulos                                 | Votos Nulos           | 22    | 0,64%     |
| Fonte: Tribunal Regional Eleitoral do Rio Grande do Sul |                                             |                       |       |           |

| Partido                                                 | Partido              | Candidato                   | Votos | Votos (%) |
| ------------------------------------------------------- | -------------------- | --------------------------- | ----- | --------- |
|                                                         | Partido Progressista | Edinaldo Rupulo Rossetto[1] | 1 760 | 55,31%    |
| Totais                                                  | Totais               | Totais                      | 1 760 |           |
| Votos em Branco                                         | Votos em Branco      | Votos em Branco             | 1 108 | 34,82%    |
| Votos Nulos                                             | Votos Nulos          | Votos Nulos                 | 314   | 9,87%     |
| 1 Chapa única.                                          |                      |                             |       |           |
| Fonte: Tribunal Regional Eleitoral do Rio Grande do Sul |                      |                             |       |           |

| Partido                                                 | Partido                        | Candidato                 | Votos | Votos (%) |
| ------------------------------------------------------- | ------------------------------ | ------------------------- | ----- | --------- |
|                                                         | Partido Trabalhista Brasileiro | Márcia Rodrigues Presotto | 1 630 | 48,9%     |
|                                                         | Progressistas                  | Edinaldo Rupulo Rossetto  | 1 613 | 48,39%    |
| Totais                                                  | Totais                         | Totais                    | 3 243 |           |
| Votos em Branco                                         | Votos em Branco                | Votos em Branco           | 27    | 0,81%     |
| Votos Nulos                                             | Votos Nulos                    | Votos Nulos               | 63    | 1,89%     |
| Fonte: Tribunal Regional Eleitoral do Rio Grande do Sul |                                |                           |       |           |

| Partido                            | Partido                   | Candidato                 | Votos | Votos (%) |
| ---------------------------------- | ------------------------- | ------------------------- | ----- | --------- |
|                                    | União Brasil              | Márcia Rodrigues Presotto | 1 627 | 45,91%    |
|                                    | Progressistas             | Edinaldo Rupulo Rossetto  | 1 301 | 36,71%    |
|                                    | Partido dos Trabalhadores | Cleomar Furini            | 549   | 15,49%    |
| Totais                             | Totais                    | Totais                    | 3 477 |           |
| Votos em Branco                    | Votos em Branco           | Votos em Branco           | 16    | 0,45%     |
| Votos Nulos                        | Votos Nulos               | Votos Nulos               | 51    | 1,44%     |
| Fonte: Tribunal Superior Eleitoral |                           |                           |       |           |